# Muzeul de Istorie Locală din Melitopol
Muzeul de Istorie Locală din Melitopol (în ucraineană Мелітопольський краєзнавчий музей, transliterat: Melitopolskîi kraieznavciîi muzei) este un muzeu din Melitopol, Ucraina, care conține colecții legate de istoria și natura regiunii. Este situat în fostul conac Cernikov, construit în 1913.

## Istorie
Colecția muzeului a început să fie formată în 1900, când zemstva Melitopolului a cumpărat cu 750 de ruble o colecție de 180 de păsări împăiate. În 1910, a fost adăugată colecția școlii reale din Melitopol. Muzeul Regional din Melitopol a fost deschis la 1 mai 1921 într-o clădire de pe strada Dzerjinski. Primul director a fost profesorul D. Serdiukov.
Către 1928, suprafața muzeului consta în trei camere mici și un coridor. Cele trei camere includeau departamentul istorie și natură, precum și departamentul etnografie și arheologie. Deși colecția de exponate era bogată, muzeul ducea lipsă de spațiu și de o organizare sistematică a materialului muzeal.
La începutul anilor 1930, directorul de atunci al muzeului, I. P. Kurîlo-Krîmceak, a lansat lucrări extinse de conservare, cu scopul de a descuraja exploatarea agricolă a rezervațiilor naturale din nordul Priazoviei⁠(d). În ianuarie 1935, însă, el a fost concediat și arestat. În timpul celui de-al Doilea Război Mondial, autoritățile de ocupație germane l-au numit în funcția de primar al Melitopolului și el și-a reluat activitatea în muzeu, redevenind director.
În 1967, muzeul a fost mutat în clădirea fostului conac Cernikov de pe strada Karl Marx (în prezent strada Mîhailo Hrușevskîi). Din 1971, directorul muzeului a fost B. D. Mihailov. În 1972, în muzeu a fost creată diorama „Asaltul liniei Wotan de către trupele sovietice în octombrie 1943”.
La 10 martie 2022, după atacul rusesc asupra orașului, directoarea muzeului, Leila Ibrahimova, a fost arestată la propriul domiciliu de forțele de ocupație ruse și a fost dusă într-o direcție necunoscută. Trupele ruse au furat o colecție de aur scitic⁠(d) descoperită de arheologi în anii 1950; Ibrahimova a declarat mai târziu că au fost îndepărtate nu mai puțin de 198 de exponate de aur, arme vechi rare, monede de argint și medalii.

## Colecții
Colecția muzeului cuprinde aproximativ 60.000 de obiecte. Conține o colecție unică de aur scitic⁠(d) din sec. al IV-lea î.Hr., descoperită în urma săpăturilor din kurganul Melitopol. Colecția numismatică include monede, ordine, medalii, jetoane, sigilii, insigne și bancnote. O mare parte din aceasta a fost obținută în 1986 prin descoperirea întâmplătoare a unei colecții de monede de argint din anii 1895-1925. Colecția de textile reflectă trăsăturile distinctive ale diferitelor regiuni din Melitopol. Colecția de arte decorative include obiecte de mobilier vechi, porțelan și ceramică. Colecția naturală cuprinde exemplare geologice, paleontologice, botanice, zoologice și entomologice.
Muzeul are, de asemenea, o colecție de fotografii istorice, cărți și documente care înregistrează aspecte ale vieții economice, politice și culturale din Melitopol. Colecția de artă include lucrări ale artistului Aleksandr Tîșler, născut aici. Muzeul găzduiește piatra memorială a duhoborilor, care a fost sculptată în sec. al XIX-lea de către duhoborii⁠(d) exilați din Melitopol în satul Bogdanovka (Starobogdanovka).

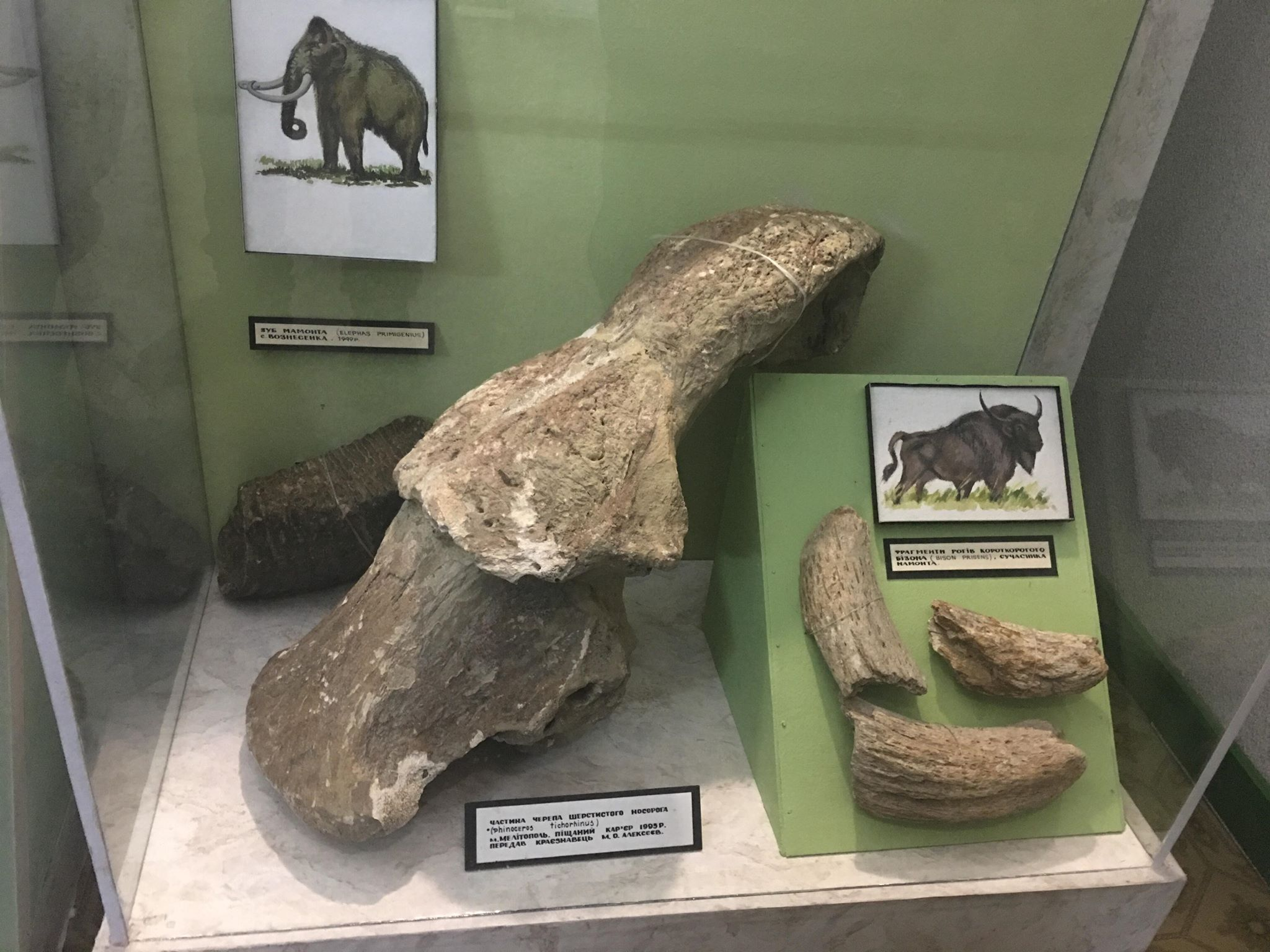
Faună din epoca de gheață
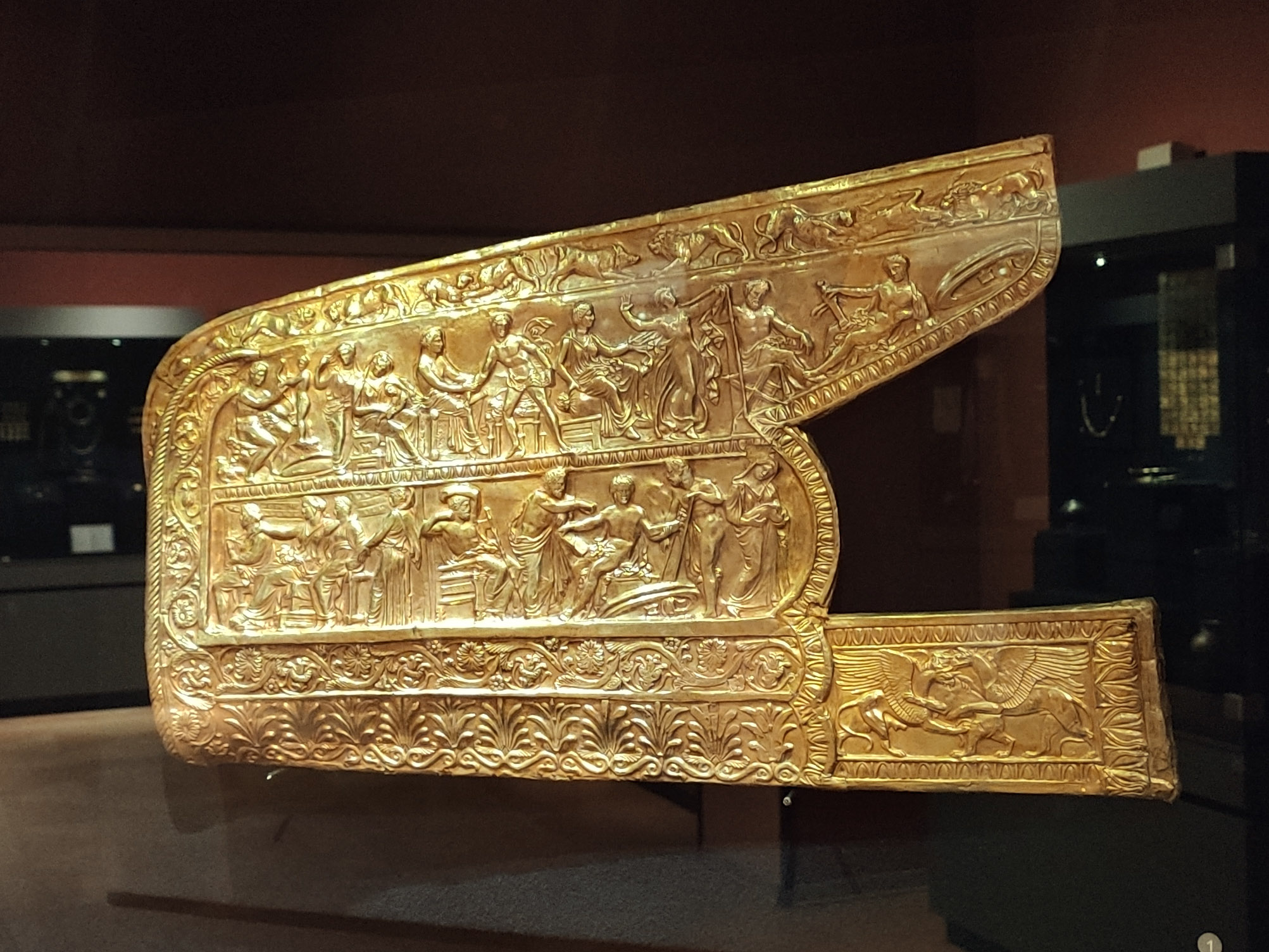
Gorytos⁠(d) de aur scitic
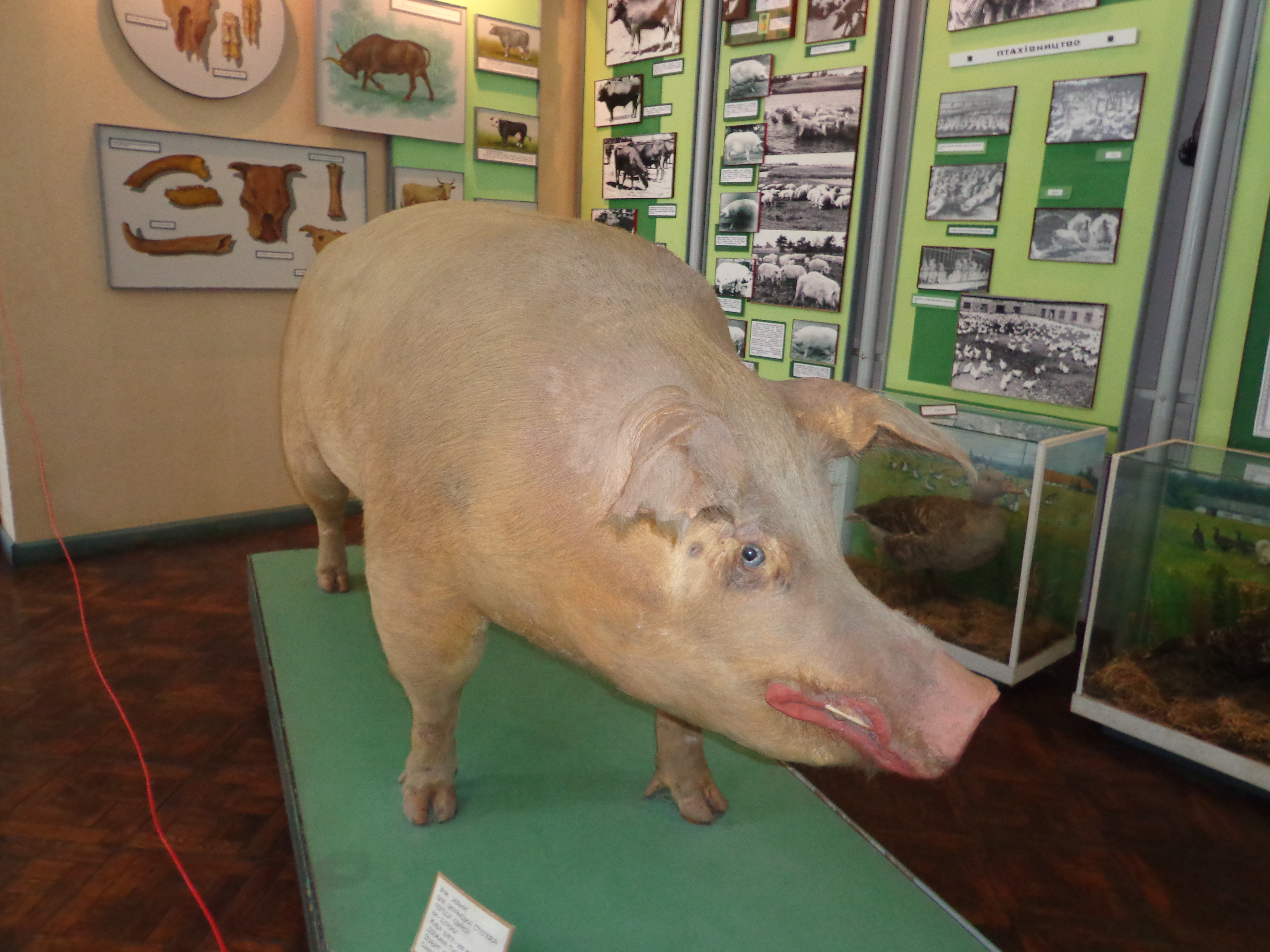
Sculptură de porc
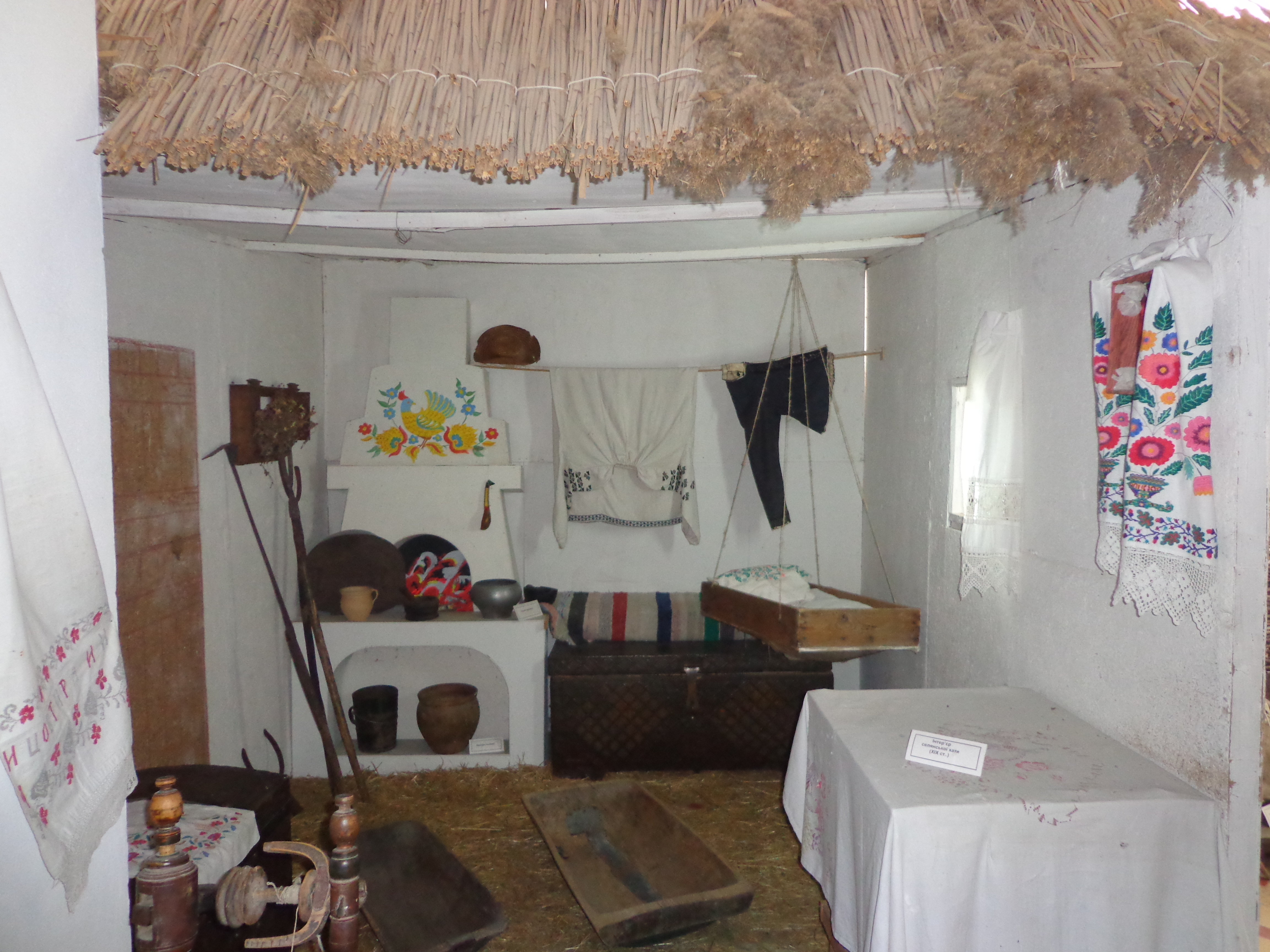
Expoziția de artă populară
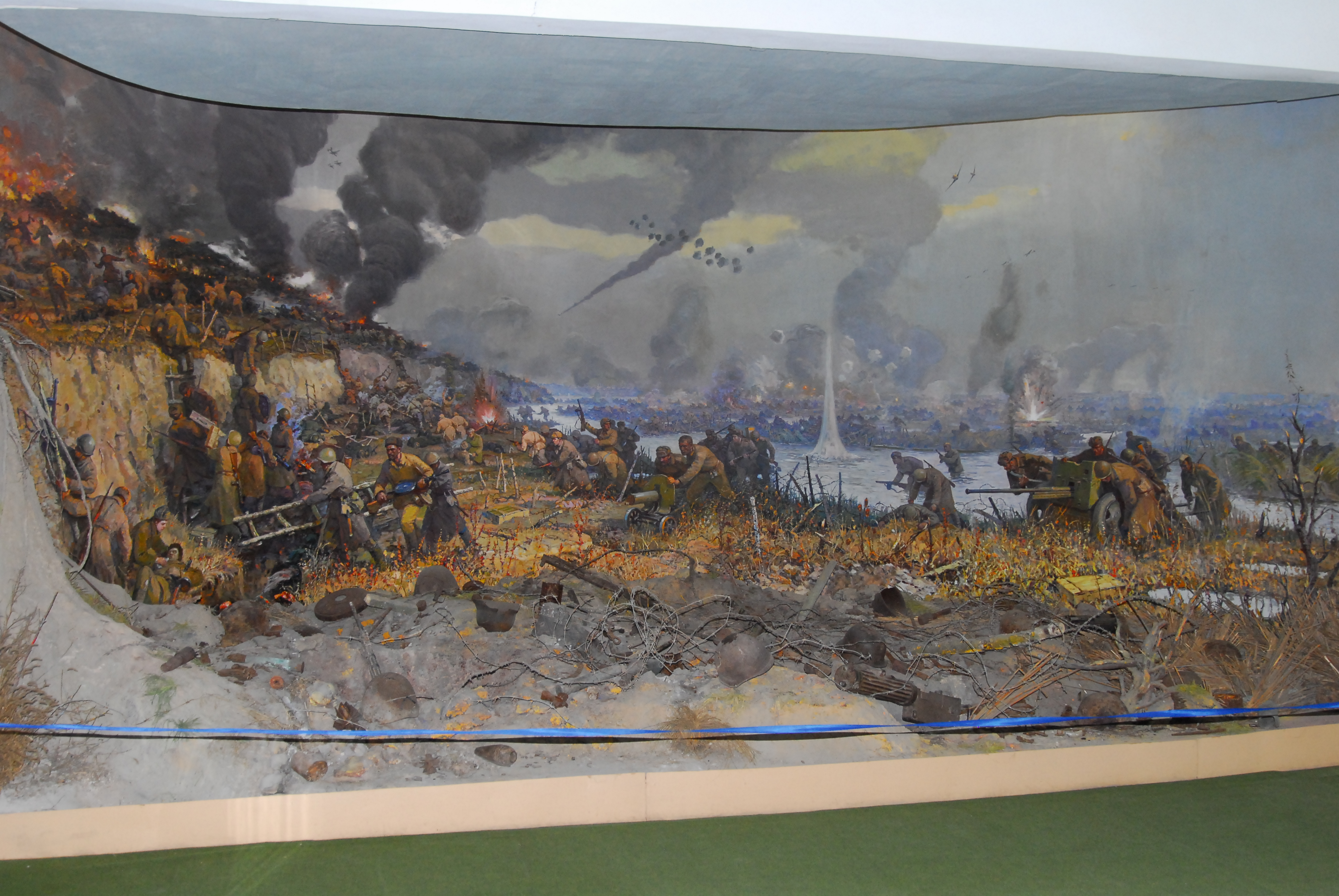
Dioramă